# لاين رينو
لاين رينو (بالفرنسية: Line Renaud)‏ هي مغنية وممثلة فرنسية، ولدت في 2 يوليو 1928 في فرنسا.

## أعمال

### أفلام
- (2001) فوضى
- (2008) مرحبا بكم في أرض الشتيين[12][13]

## وصلات خارجية
- لاين رينو على موقع IMDb (الإنجليزية)
- لاين رينو على موقع قاعدة بيانات الأفلام العربية
- لاين رينو على موقع ألو سيني (الفرنسية)
- لاين رينو على موقع ميوزك برينز (الإنجليزية)
- لاين رينو على موقع أول موفي (الإنجليزية)
- لاين رينو على موقع قاعدة بيانات الأفلام السويدية (السويدية)
- لاين رينو على موقع أول ميوزيك (الإنجليزية)
- لاين رينو على موقع ديسكوغز (الإنجليزية)
- لاين رينو على موقع قاعدة بيانات الفيلم (الإنجليزية)
- لاين رينو على موقع ليتربوكسد (الإنجليزية)